# Třicet minut v Tokiu
Třicet minut v Tokiu (v anglickém originále Thirty Minutes Over Tokyo) je 23. díl 10. řady (celkem 226.) amerického animovaného seriálu Simpsonovi. Scénář napsali Dan Greaney a Donick Cary a díl režíroval Jim Reardon. V USA měl premiéru dne 16. května 1999 na stanici Fox Broadcasting Company a v Česku byl poprvé vysílán 3. dubna 2001 na stanici ČT1.

## Děj
Při návštěvě internetové kavárny s Bartem a Lízou je Homer kyberneticky okraden nelegálním stažením celého spořicího účtu, který rodina plánovala použít na vlastní rodinnou dovolenou. Když Ned Flanders přistihne Homera při vloupání do jeho domu, řekne, že získal více za méně peněz, když se zúčastnil semináře Chucka Garabediana o megaúsporách. Homer ukradne Nedovi vstupenky a Simpsonovi se zúčastní semináře, na kterém Chuck vysvětluje mnoho strategií, jak ušetřit peníze. Simpsonovi se jimi řídí a ušetří dost na Garabedianem sponzorovanou dovolenou. Bart a Líza s pomocí Maggie ukradnou Flandersovým na letišti letenky a vydají se do japonského Tokia. 
Homer a Bart se oddělí od Marge, která se chce vrátit do hotelu, a Lízy, jež chce dělat něco japonského, aby se šli podívat na zápas sumo. Když jeden zápasník ukradne Homerovi preclík, s Bartem ho zkrotí, a když pak japonský císař Akihito Homerovi blahopřeje, zachová se jako King Kong a hodí ho do kontejneru. Následkem toho jsou on a Bart zavřeni do vězení a pobývají tam, dokud Marge nezaplatí kauci. Následně rodině z hotovosti zbude jen bankovka v hodnotě jednoho milionu jenů, kterou Líza ztratí ve větru poté, co z ní Homer vytvoří jeřába jako origami. 
Rodina si najde práci v továrně na zpracování ryb v Ósace, kde si všimne televizní soutěže. Simpsonovi se do ní přihlásí a moderátorovi Winkovi řeknou, že si přejí letenky do Springfieldu. Aby je získali, musí podstoupit fyzické mučení, včetně vyzvednutí letenek z vratkého mostu nad činnou sopkou. Líza si za svou pomoc gratuluje, protože se jí podaří letenky získat, ale Wink most rozbije a celá rodina spadne do sopky, což je ve skutečnosti drsná oranžáda s velkým přídavkem wasabi. Když Simpsonovi odlétají z Japonska, jejich letadlo se před odletem na cestu do Springfieldu krátce střetne se čtyřmi obřími monstry – Godzillou, Mothrou, Gamerou a Rodanem.

## Produkce
Díl se měl původně jmenovat Fat Man and Little Boy; název byl později použit v 16. řadě v dílu Komiksák a chlapeček. Díl režíroval Jim Reardon a napsali jej Donick Cary a Dan Greaney. Poprvé byl odvysílán na stanici Fox ve Spojených státech 16. května 1999. Díl byl jednou z posledních epizod vyrobených pro desátou řadou seriálu. Štábní scenáristé Cary a Greaney napsali předlohu během několika dní a poté byla „rozsáhle“ přepsána se scenáristy Simpsonových. Původně měla být v epizodě dlouhá scéna o tom, jak Homer koupil na internetu „předkolumbovskou vázu“, nicméně tato scéna byla nakonec z dílu vystřižena. Název epizody je odkazem na válečný film Třicet vteřin nad Tokiem z roku 1944. Původně štáb chtěl, aby název zněl 22 minut nad Tokiem, protože epizoda Simpsonových trvá přibližně 22 minut, ale nakonec jej změnili, protože „zní blíže“ názvu filmu, na který odkazuje. Podle Caryho scenáristé hodně pátrali, aby pro tuto epizodu přesně vystihli japonštinu. Například tři kategorie v soutěži The Happy Smile Super Challenge Family Wish Show jsou napsány v japonštině.
Ve scéně na semináři je možné vidět postavu, která se velmi podobá maskotovi hry Monopoly od společnosti Hasbro, jak sedí vedle pana Burnse. Protože se design mírně liší od skutečného maskota, nemusel štáb Simpsonových platit společnosti Hasbro za použití jejich postavičky v epizodě. Design Homera v jamajském oblečení byl mezi štábem velmi oblíbený a Mike Scully, showrunner epizody, označil design za „skvělý“. Scéna v epizodě ukazuje Homera, jak si kupuje hranatý meloun, který se ukáže být kulatý a vyklouzne mu z rukou. V pozadí jezdí auta po levé straně ulice. Původně animátoři nakreslili auta jedoucí po pravé straně. Tomi Yamaguchi, tehdejší kreslíř Simpsonových, však upozornil, že v Japonsku auta ve skutečnosti jezdí po levé straně ulice. Kvůli tomu museli animátoři celou scénu překreslit a Yamaguchi dostal v dílu pozici technického poradce. Proslov, který Homer pronáší k divákům v soutěži, byl původně mnohem delší a měl částečně zahrnovat kuchyňské linky od firmy Broyhill. Design Kanaďana v soutěži byl založen na kanadském režisérovi Simpsonových Neilu Affleckovi.
Anime verzi znělky Simpsonových, která hraje na konci epizody, vymyslel skladatel Alf Clausen. Chucka Garabediana, řečníka na semináři, ztvárnil stálý dabér Hank Azaria. Japonského číšníka v Americatownu ztvárnil americký herec Gedde Watanabe. Winka, moderátora soutěžní show, nadaboval George Takei. Takei se v Simpsonových objevil již několikrát a podle Scullyho patří mezi nejoblíbenější hostující hvězdy štábu. V epizodě se také objevily hlasy Tress MacNeilleové, Denice Kumagaiové jako japonské matky, Karen Maruyamové jako japonské letušky, Keone Younga jako zápasníka sumo a Karla Wiedergotta jako postavičky z Monopolů a Woodyho Allena.

## Témata a kulturní odkazy
Americký literární kritik Paul Cantor ve své knize Gilligan Unbound popsal, jak díl odkazuje na několik aspektů japonské a americké kultury a zasměšňuje je, stejně jako rozdíly mezi nimi. Objevuje se zde továrna Hello Kitty ze společnosti Sanrio. Na zápase sumo se Bart a Homer setkávají s tehdejším japonským císařem Akihitem. Poté, co ho Homer hodí do kufru se sumo tangami, jsou Bart a Homer zavřeni do vězení, kde musí sehrát divadelní hru kabuki o sedmačtyřiceti Roninech, dělat origami, aranžovat květiny a meditovat. Poté, co je Marge vysvobodí, umí Bart a Homer mluvit plynně japonsky a plně vstřebali, jak píše Cantor, „vylučovací“ charakter japonské kultury, jak se Homer ptá Barta (v japonštině s anglickými titulky): „Měli bychom jim (Marge a Líze) prozradit tajemství vnitřního klidu?“, na což Bart odpovídá (stále japonsky): „Ne, jsou to cizí ďáblové.“ (s japonskými titulky). Epizoda také odkazuje na adaptaci Japonců na americkou kulturu a podle Cantora je „plná“ znaků toho, jak ochotně Japonci přijali americkou kulturu. V jedné scéně Simpsonovi jedí v restauraci zvané Americatown, která je plná amerických memorabilií a na jídelním lístku má pouze americké položky. V jiné scéně režisér Woody Allen natáčí reklamu pro japonskou televizi.
Aby se Simpsonovi dostali zpět do Spojených států, musí se zúčastnit ponižujícího soutěžního pořadu. Podle Cantora zde rodina zjistí rozdíl mezi japonskou a americkou kulturou, jak jim vysvětluje Wink, moderátor soutěže: „Naše herní show se od té vaší trochu liší. Vaše pořady odměňují znalosti. My trestáme neznalost.“. Japonské herní pořady se skutečně výrazně zaměřují na využívání formátu fyzických výzev, přičemž jsou dokonce hlášena zranění soutěžících. Tyto herní pořady jsou také známé tím, že používají komedii jako způsob, jak odvést pozornost lidí od toho, aby věnovali příliš velkou pozornost krutosti fyzických výzev. Stejně jako mnoho dalších epizod seriálu i tento díl naznačuje, že Simpsonovi jsou nakonec více připoutáni k lokálnímu než ke globálnímu, a jak píše Cantor: „Globální je v seriálu nakonec skutečně důležité jen do té míry, do jaké se může stát lokálním, tedy součástí Springfieldu. Přes veškerý svůj kosmopolitismus se seriál neustále vrací k americkému tématu ‚není nad domov‘.“.
Počítače viděné v internetové kavárně, kterou Simpsonovi navštíví na začátku epizody, vycházejí z počítačů Apple iMac. Ve scéně uvnitř Flandersovy kuchyně je vidět lístek, na kterém je napsáno „1 KOR 6,9–11“; jde o odkaz na Bibli. Na kelímcích v obchodě za 33 centů byl nápis Zlatá sedmdesátá, což je odkaz, který podle Scullyho pobavil Dannyho Mastersona, jednoho z hlavních herců v sitcomu. Battling Seizure Robots, televizní pořad vyvolávající záchvaty, který Simpsonovi sledují ve svém hotelovém pokoji, je založen na epizodě Pokémonů s názvem Dennō Senshi Porygon, která způsobila u 685 dětí epileptické záchvaty. Podle Scullyho dostal štáb za tuto scénu od lidí „několik rozzlobených dopisů“. Po skončení kresleného seriálu se na televizní obrazovce objeví reklama na pana Sparkla, postavu, která se poprvé objevila v epizodě 8. řady V tebe věříme, ó Marge. Barney, který se vydává za Homera, říká: „Ten kluk nemá pravdu.“. Tuto hlášku často používá Hank Hill, hlavní postava animovaného televizního seriálu Tatík Hill a spol. Obří monstra útočící na konci epizody jsou Godzilla, Gamera, Rodan a Mothra, které jsou známé z japonských filmů o monstrech. Scéna byla zařazena jako odkaz na akční sci-fi film Godzilla z roku 1998, v němž si tři z hlavních představitelů Simpsonových (Azaria, Cartwright a Shearer) zahráli živou roli.

## Přijetí
V původním americkém vysílání 16. května 1999 získal díl podle agentury Nielsen Media Research rating 8,0, což znamenalo přibližně 8 milionů diváků. 23. května 2005 byla epizoda vydána spolu s díly Simpsonovi v Africe, Může za to Líza a Obtěžoval jsem anglickou královnu jako součást DVD s názvem The Simpsons – Around The World In 80 D'Oh's. Dne 7. srpna 2007 byla epizoda opět vydána jako součást DVD boxu The Simpsons – The Complete Tenth Season. Na audiokomentáři k epizodě na DVD se podíleli Matt Groening, Mike Scully, Donick Cary, George Meyer, Ron Hauge, Matt Selman a Jim Reardon.
Autoři knihy I Can't Believe It's a Bigger and Better Updated Unofficial Simpsons Guide, Warren Martyn a Adrian Wood, ohodnotili epizodu kladně a napsali, že se jedná o „velkolepé zakončení řady“. Napsali, že díl je „důkladně rasistický“, ale „zcela neškodný, protože je prostě velmi vtipná“.
Kladně se vyjádřil i Jake MacNeill z Digital Entertainment News, který ji považoval za jednu z lepších epizod řady.
James Plath z DVD Town napsal, že epizoda má „několik vtipných momentů“.
Aaron Roxby z Collideru byl kritičtější a odsoudil zastaralé odkazy v dílu. Napsal: „Půjdu do toho, dám tomuto dílu výhodu pochybností a budu předpokládat, že dělat si legraci z japonské brakové kultury a herních pořadů působilo v roce 1999 svěžeji než nyní.“.
Colin Jacobson z DVD Movie Guide označil epizodu za „průměrnou“. Napsal, že ačkoli koncept dílu měl „otevřít spoustu zajímavých možností“, „nijak zvlášť dobře je neprozkoumává“. I když díl nepovažoval za špatnou epizodu, podle něj „nevyužil svůj potenciál“.
Epizoda se stala studijním materiálem pro kurzy sociologie na Kalifornské univerzitě v Berkeley, kde se používá ke „zkoumání otázek produkce a recepce kulturních objektů, v tomto případě satirického kresleného pořadu“, a ke zjištění, co se „snaží divákům sdělit o aspektech především americké společnosti a v menší míře i o jiných společnostech“.
Díl je jednou ze dvou epizod, které se v Japonsku nikdy nevysílaly (druhou je epizoda 11. řady Malá velká máma). Důvodem bylo, že scéna v epizodě, která ukazuje Homera házejícího Akihita, tehdejšího japonského císaře, do krabice plné sumo tang, byla považována za neuctivou.